# Clémence Vieira
Clémence Vieira (* 1. November 2000 in Grenoble) ist eine französische Beachvolleyballspielerin.

## Karriere
Die Athletin trat bei mehreren Jugend- und Junioren-Europameisterschaften mit verschiedenen Partnerinnen an. Die Runde der besten sechzehn Teams erreichte sie 2017 bei der U18- mit Marie Nevot sowie 2019 und in der folgenden Spielzeit bei der U22-EM mit Pia Szewczyk. Das beste Resultat bei den kontinentalen Titelkämpfen gelang Vieira jedoch 2018, als sie mit Mia Severine Guyot Polverini beim gleichaltrigen Event erst im Viertelfinale scheiterte.
Drei Jahre später stand die aus der Dauphiné stammende Sportlerin bei sämtlichen nationalen Veranstaltungen, an denen sie teilnahm, auf dem Podest. Dabei reichte mit es Elsa Descamps einmal zur dritten und gleich vier Mal zur obersten Stufe. In der gleichen Saison kamen zwei weitere Titel bei nationalen Wettbewerben mit Aline Chamereau hinzu, die seit August 2021 Vieiras ständige Partnerin ist. Das Duo gewann sowohl 2022 wie auch im folgenden Spieljahr die französische Meisterschaft, siegte anschließend mit der Nationalmannschaft in der Qualifikation zum CEV Beachvolleyball Nations Cup in Heraklion, erkämpfte auf der World Beach Pro Tour bei den Futures in Warschau und Brünn die Bronzemedaille und erreichte bei den Challenge-Turnieren in Goa und Chiang Mai das Viertelfinale.
Beste Resultate bei der Turnierserie 2024 waren vier Achtelfinalteilnahmen bei Challenger-Wettbewerben sowie die überstandene Qualifikation beim Elite16 in Brasilia. Bei den Olympischen Spielen gelang den Französinnen in der Vorrunde ein Satzgewinn. Bei der Europameisterschaft besiegten sie zwar Ahtiainen / Lahti, mussten sich jedoch bei gleicher Anzahl von Siegen wegen des schlechteren Ballpunktequotienten aus allen Begegnungen gegenüber den Finninnen mit dem letzten Platz im Pool begnügen. Ein Jahr später lief es beim kontinentalen Titelkampf deutlich besser. Vieira / Chamereau bezwangen nach dem Gruppensieg auch die Litauerinnen Kvedaraitė / Kovalskaja in der zweiten Hauptrunde und im Viertelfinale die zweifachen Europameisterinnen  Tīna und Anastasija. Nach dem Erfolg in der Vorschlussrunde gegen die Deutschen Tillmann / Müller erwiesen sich jedoch die Ukrainerinnen Maryna Hladun und Tetjana Lasarenko im Endspiel als zu stark. Die Vizeeuropameisterschaft war trotzdem neben der Olympiateilnahme der größte bisherige Erfolg für das Beachpaar aus La Grande Nation. Zuvor hatten die beiden mit den Bronzemedaillen bei den Challengers in Alanya und Stare Jablonki auch ihre bis zu diesem Zeitpunkt besten Resultate bei der internationalen professionellen Beachserie erzielt.